# Krążowniki ciężkie typu Furutaka
Krążowniki ciężkie typu Furutaka (jap. 古鷹型巡洋艦 Furutaka-gata jun'yōkan) – typ dwóch japońskich ciężkich krążowników, które służyły podczas II wojny światowej, obydwa zostały zatopione w 1942 roku.

## Opis
Krążowniki typu Furutaka były pierwszymi ciężkimi krążownikami wykorzystywanymi przez Japońską Cesarską Marynarkę Wojenną. Były one bardzo podobne do późniejszych krążowników typu Aoba.

## Okręty
| Nazwa             | Położenie stępki  | Wodowanie        | Wejście do służby | Los                            |
| ----------------- | ----------------- | ---------------- | ----------------- | ------------------------------ |
| "Furutaka" (古鷹) | 5 grudnia 1922    | 25 lutego 1925   | 31 marca 1926     | zatopiony 12 października 1942 |
| "Kako" (加古)     | 17 listopada 1922 | 29 kwietnia 1925 | 20 lipca 1926     | zatopiony 10 sierpnia 1942     |